# 高輪大木戸跡
座標: 北緯35度38分22秒 東経139度44分26.30秒 / 北緯35.63944度 東経139.7406389度

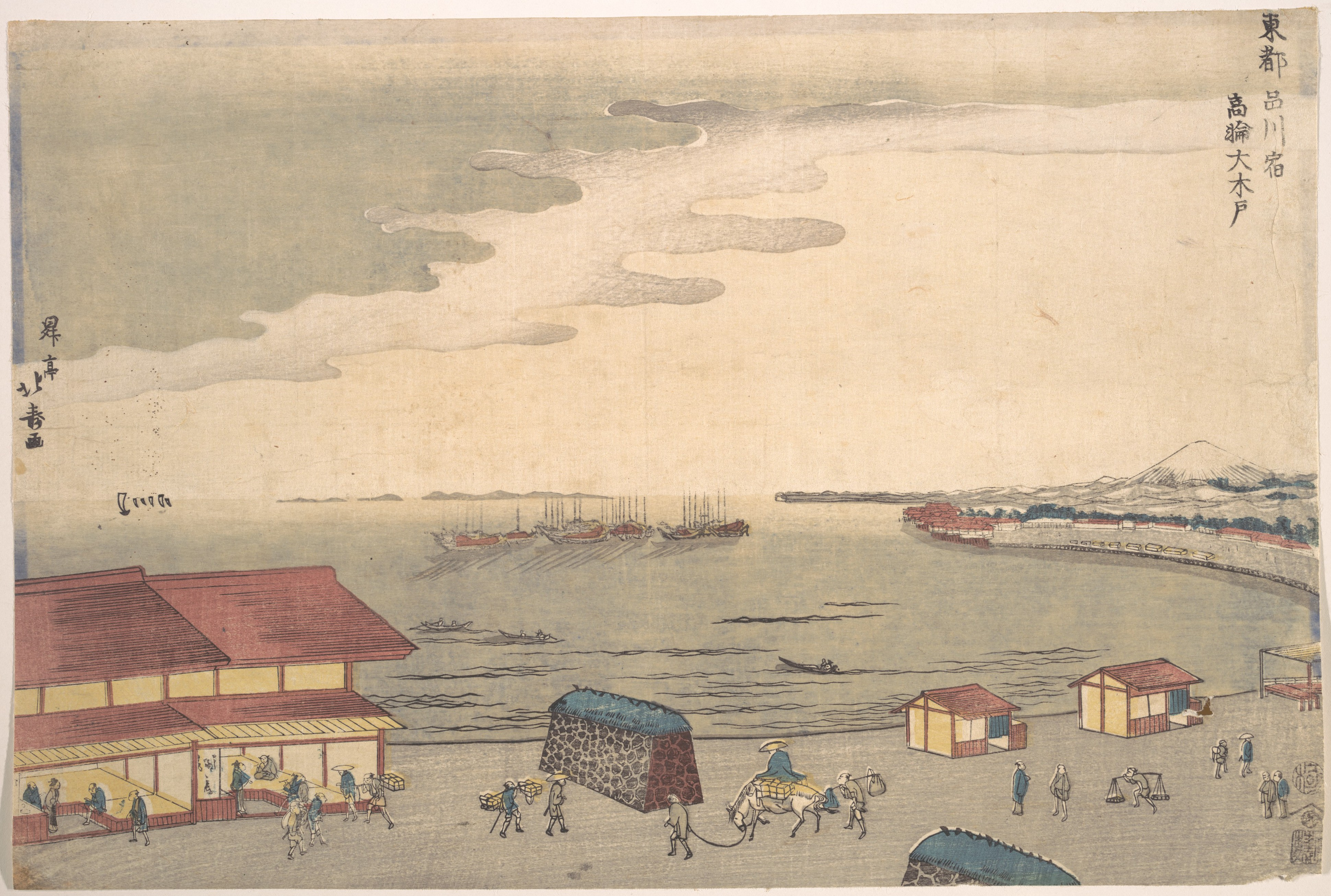
昇亭北寿「東都品川宿高輪大木戸」

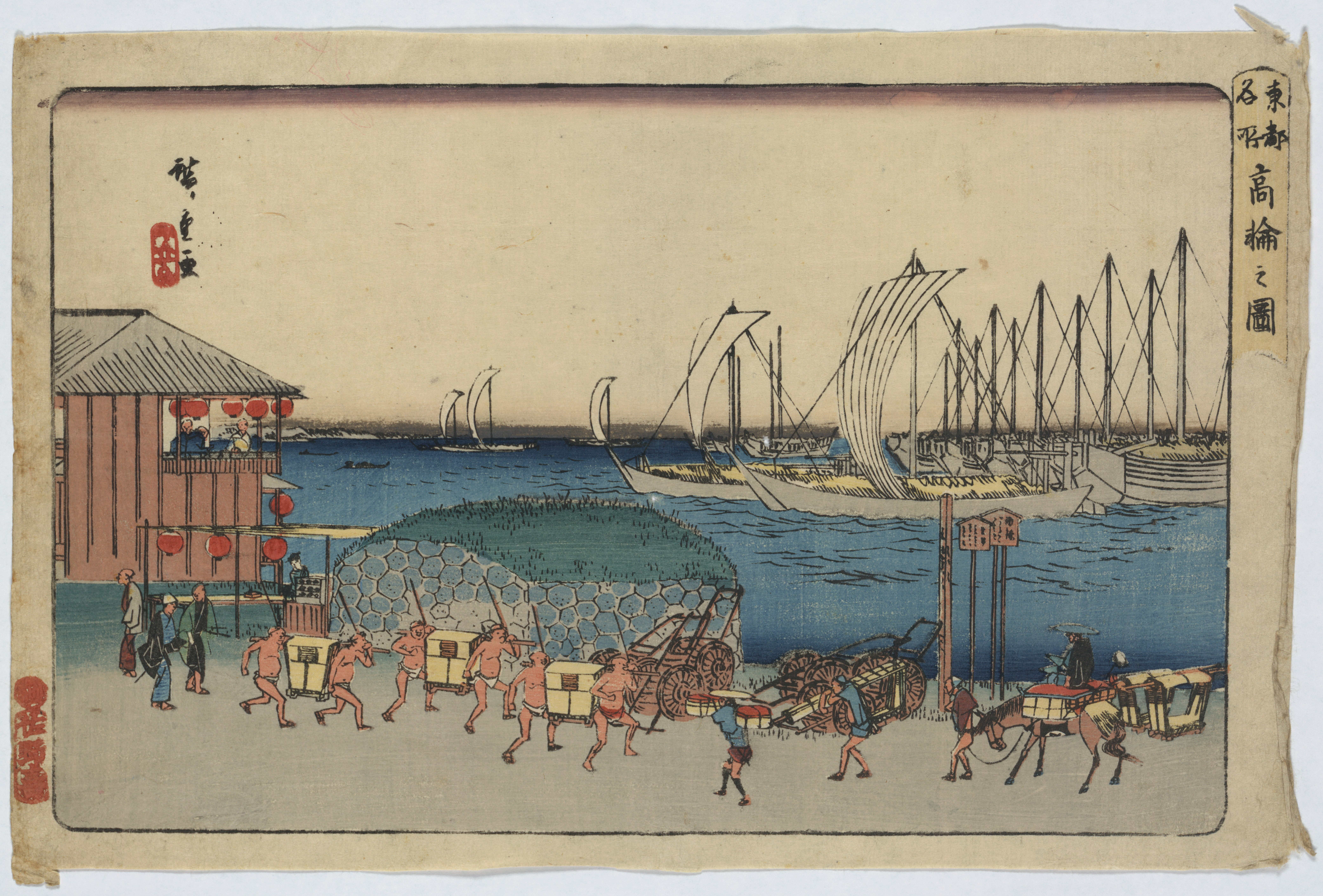
高輪大木戸の図 1837年（天保8年）

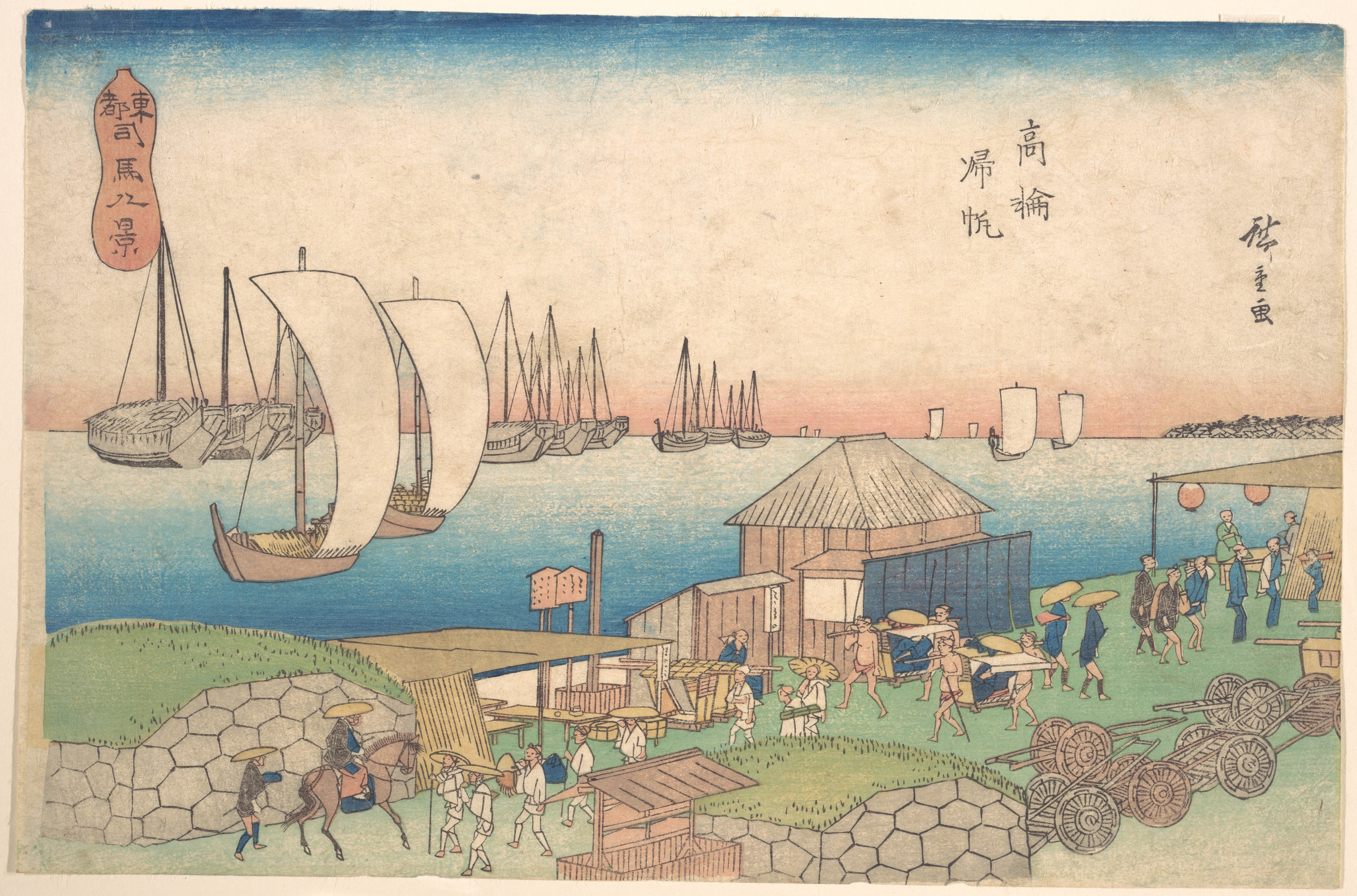
歌川広重「東都司馬八景 高輪帰帆」（1856年 安政年間）

高輪大木戸跡（たかなわおおきどあと）は、高輪大木戸の史跡である。1928年（昭和3年）、国の史跡に指定。東京都港区高輪二丁目19番先に所在し、国道15号の泉岳寺交差点の北東側に位置する。

## 歴史
木戸は最初1616年（元和2年）に現在の場所より700メートルほど北（現在の港区芝5-29-16）に芝口門として設置され、高札場も置かれ札の辻となっていた。芝口とは京方面から江戸に入るときに、ここから先が芝であるという意味である。街道の両側に築かれた幅約20メートルの土塁の間に木戸を設け、明け六ツに開き、暮れ六ツに閉じて、治安の維持と交通規制の役割を果たした。
その木戸は1710年（宝永7年）に現在の位置に移転し、大木戸となり名称も高輪大木戸となり、東海道で江戸府内に入る入口、江戸の南の出入口の役割を担った。移転後の木戸は両脇に長さ五間（9メートル） 、幅四間（7.2メートル） 、高さ一丈（10尺=3メートル）の石垣であり、間に柵と門が設けられた。1831年（天保二年）には芝口門の高札場もここに移され、芝口門の場所は元札ノ辻と呼ばれるようになった。
当時は海岸線沿いの場所で、大木戸の東側に海（江戸湾）が広がり、東海道を西へ旅する人を見送る人々が大木戸北側の店で宴会を催すなど常に賑わいのある場所で、
江戸後期に刊行された『江戸名所図会』にもこの大木戸の絵と説明文が掲載された。　歌川広重の「東都司馬八景 高輪帰帆」や 『東海道名所風景』の「東海道名所之内　高輪大木戸」でも描かれた。
江戸時代後期に出入りを制限する門としての機能は停止されたが、石垣は残された。
幕末期に伊能忠敬はここを全国測量の基点としたとされる。
近くに泉岳寺があり、そこには赤穂浪士の墓所もある。

## 西側石垣撤去、史跡指定、現在の史跡

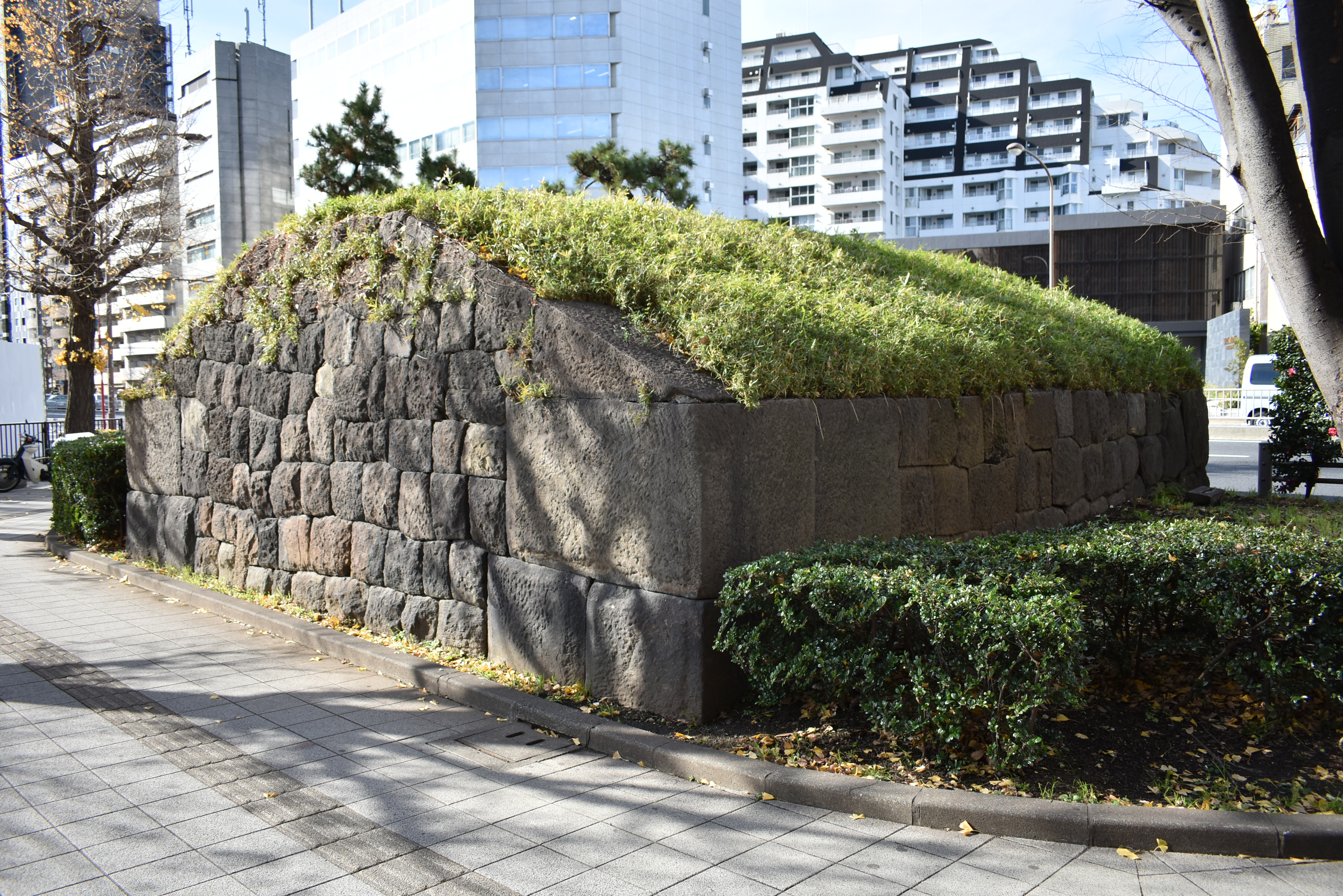
高輪大木戸跡の石垣

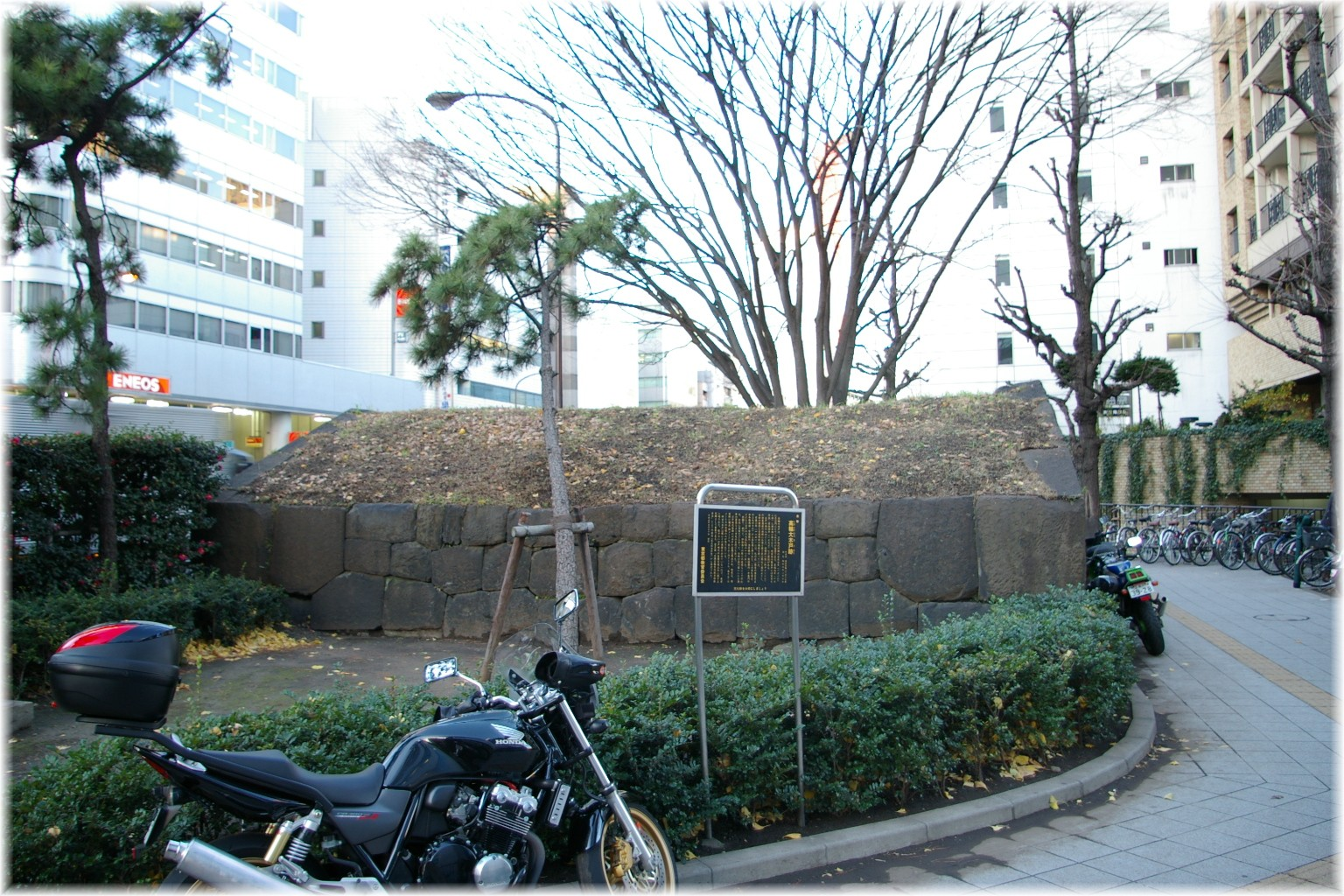
品川側より。

1868年（明治元年）、新政府は西側の石垣を撤去した。
1876年（明治9年）に四谷大木戸の石垣と石畳が撤去されたため、高輪大木戸の東側の石垣は史跡としての価値が高まっていた。新政府には、東側の石垣まで撤去しようとする者がいたが、撤去されず今日に至っている。
1928年（昭和3年）2月7日、国の史跡に指定。1932年（昭和7年）以降に、標柱・銘板・説明板が設置された。石垣に埋め込まれている銘板には次のように書かれている。

高輪大木戸趾

宝永七年此處に木戸を設けて出入を警備せし遺趾である。江戸時代には市中一町毎に木戸を設け自身番をして之を開閉せしめた。此の木戸は東海道よりする江戸の入口なれば規模大にして此處にて往来の客は旅装を改め送迎者も亦此處を限りとした。享和年間伊能忠敬が全國を測量するに當り此處を其の基點とした事は著名である。木戸は維新後撤廃せられ道路の両側に残存せし石壘も東側のもののみとなり更に道路擴張の爲に之をも撤去せられんとせしを幸に大正大震災後史蹟として指定せられ茲に永久に保存されるに至った。

昭和七年四月　　東京市
平成期に設置された説明板には次のように書かれている。
高輪大木戸跡
所在地　港高輪二丁目十九番

指定　昭和三年二月七日

高輪大木戸は、江戸時代中期の宝永七年（一七一○）に芝口門にたてられたのが起源である。享保九年（一七二四）に現在地に移された。現在地の築造年には、宝永七年（一七一○）説・寛政四年（一七九二）など諸説がある。

江戸の南の入口として、道幅約六間（約十メートル）の旧東海道の両側に石垣を築き夜は閉めて通行止めとし、治安の維持と交通規制の機能を持っていた。
天保二年（一八三一）には、札の辻（現在の港区芝五の二九の十六）から高札場も移された。この高札場は、日本橋南詰・常盤橋外・浅草橋内・筋違門内・半蔵門外とともに江戸の六大高札場の一つであった。

京登り、東下り、伊勢参りの旅人の送迎もここで行われ、付近に茶屋などもあって、当時は品川宿にいたる海岸の景色も良く、月見の名所でもあった。

江戸時代後期には木戸の設備は廃止され、現在は、海岸側に幅五・四メートル、長さ七・三メートル、高さ三・六メートルの石垣のみが残されている。

四谷大木戸は既にその痕跡を止めていないので、東京に残された、数少ない江戸時代の産業交通土木に関する史跡として重要である。震災後「史蹟名勝天然記念物保存法」により内務省（後文部省所管）から指定された。

平成五年三月三十一日　　東京都教育委員会

### ギャラリー

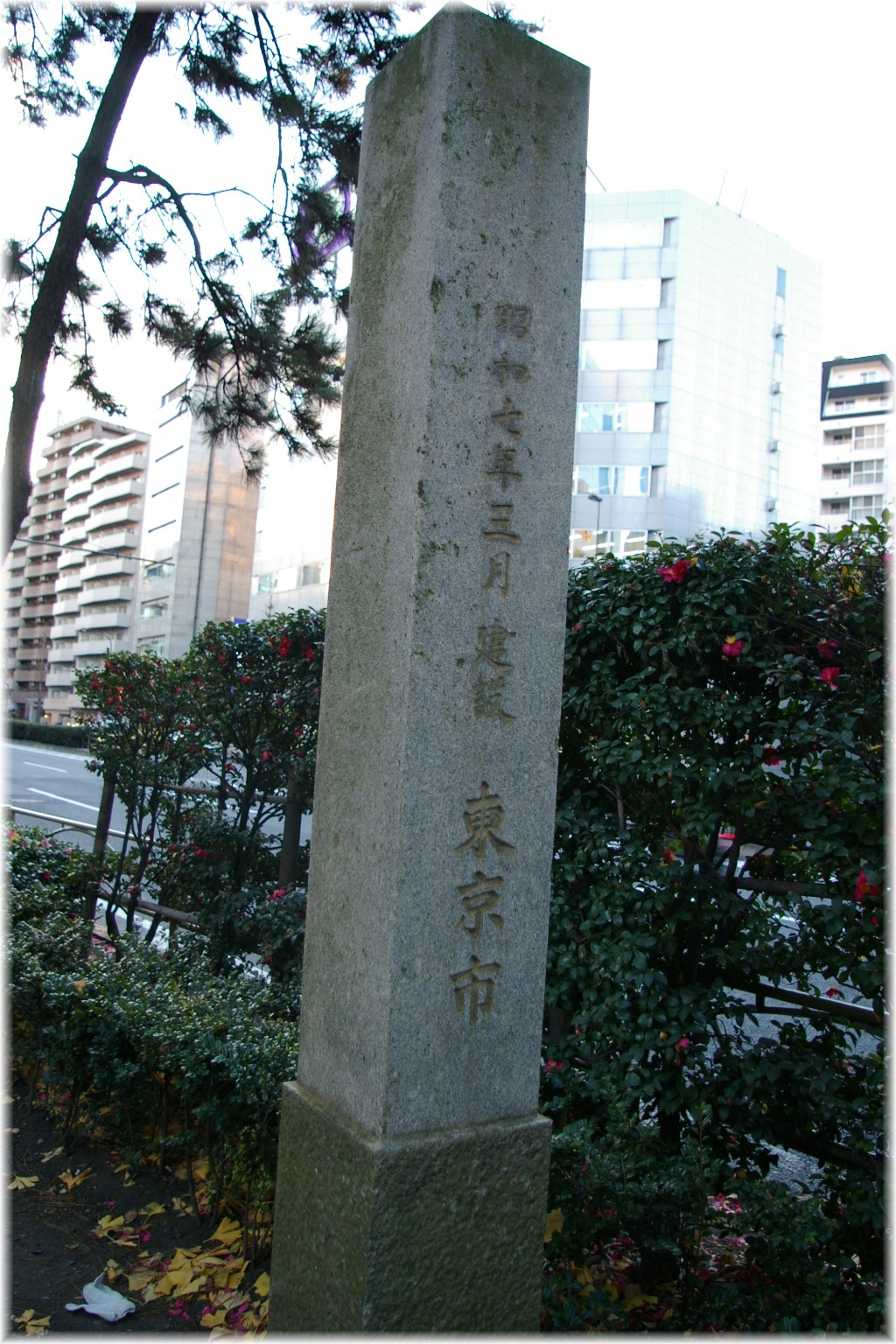
標柱
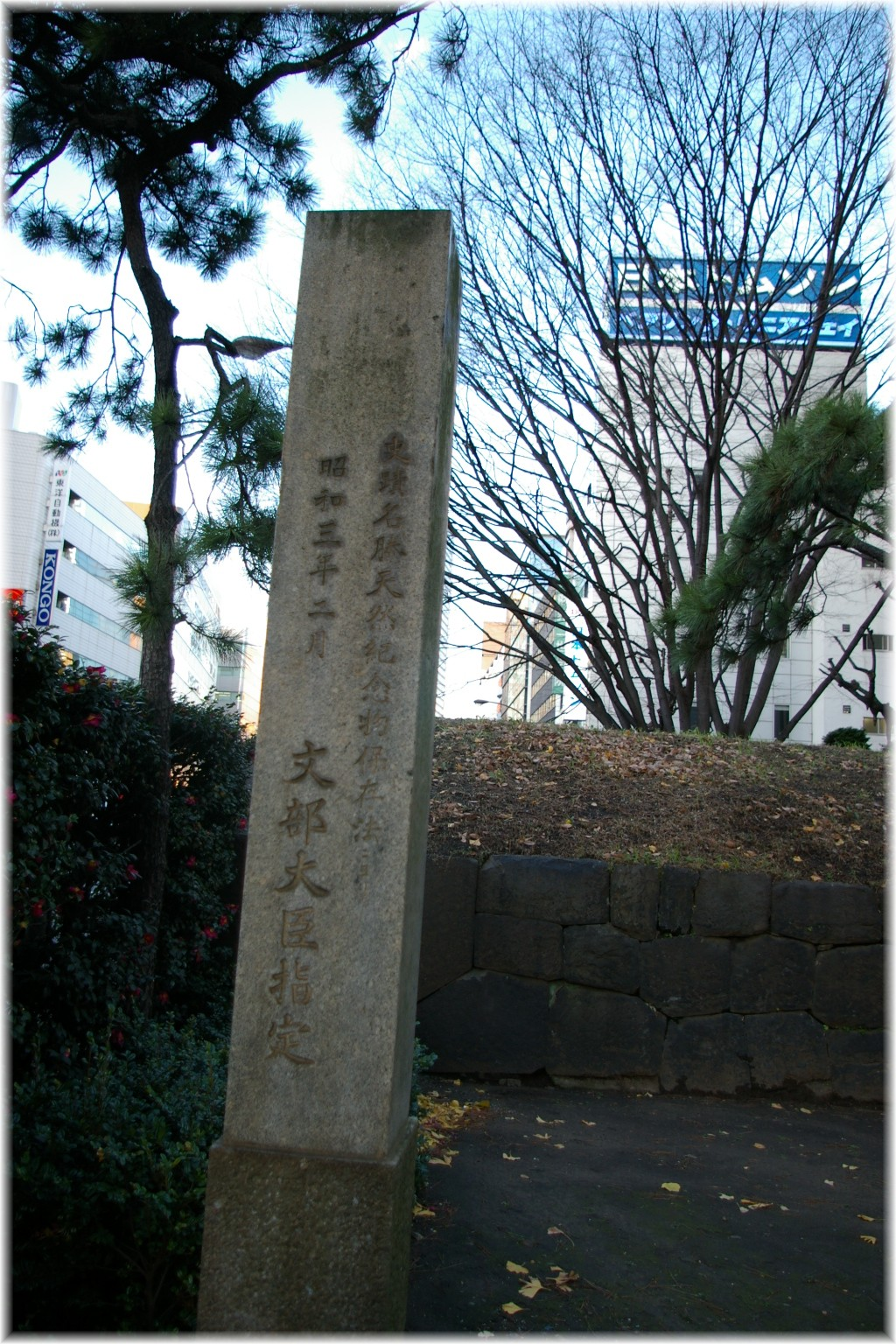
標柱

## 付近の交差点と駅
付近には高輪大木戸跡交差点がある。（国道15号）
1968年（昭和43年）近隣に都営地下鉄泉岳寺駅が開業しA4出入口から50m程度離れている。
2020年（令和2年）3月14日には、近隣に高輪ゲートウェイ駅が開業した。この駅名「高輪ゲートウェイ」は高輪大木戸に因んでいる。2018年12月7日の朝日新聞はJR東日本の社長による説明の概要を掲載しており、国の史跡に指定されている高輪大木戸に対する訳語として用いた、という説明になっている。また数日後、同社は「この地域は、古来より街道が通じ江戸の玄関口として賑わいをみせた地であり」と命名の理由を発表した。

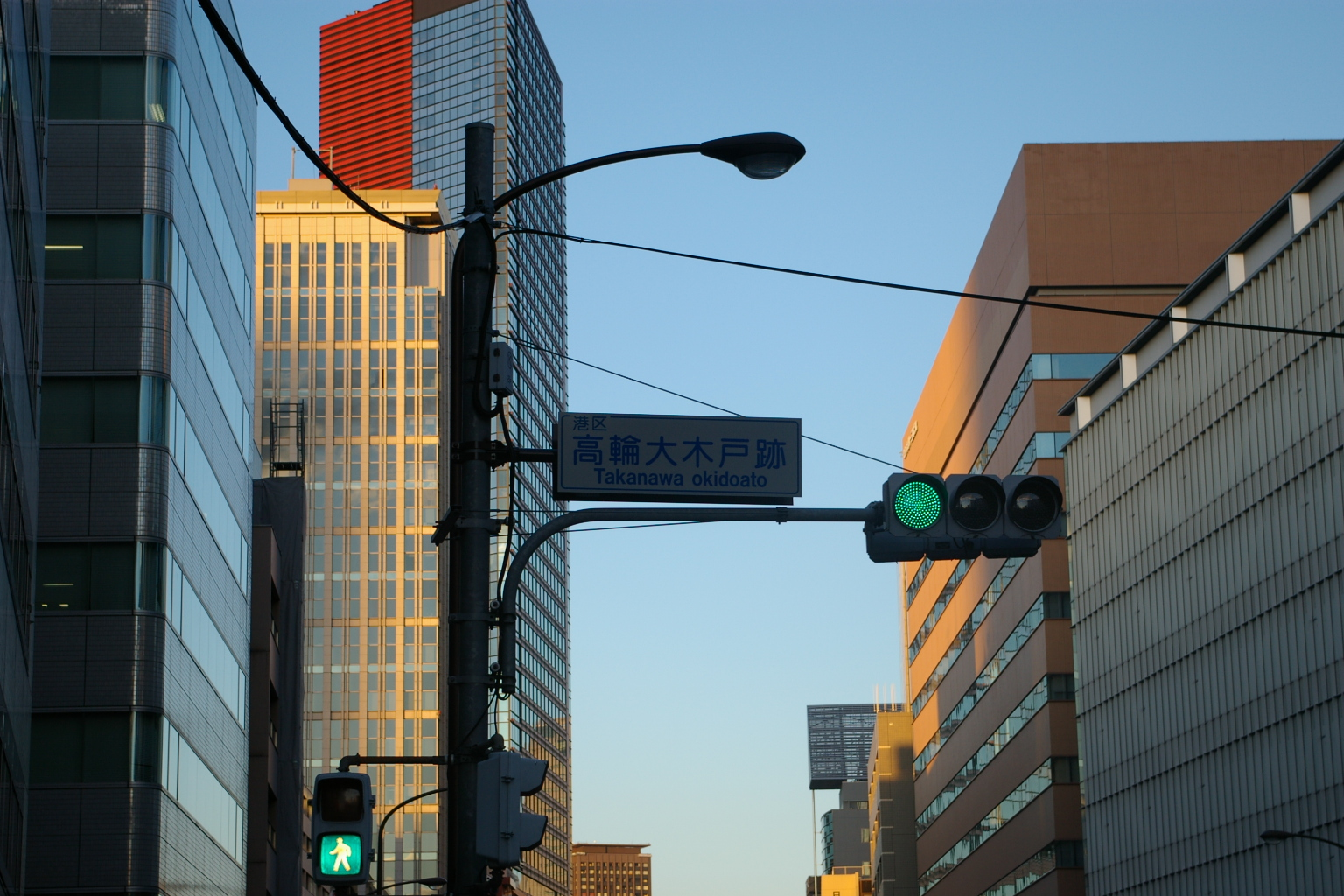
高輪大木戸跡交差点
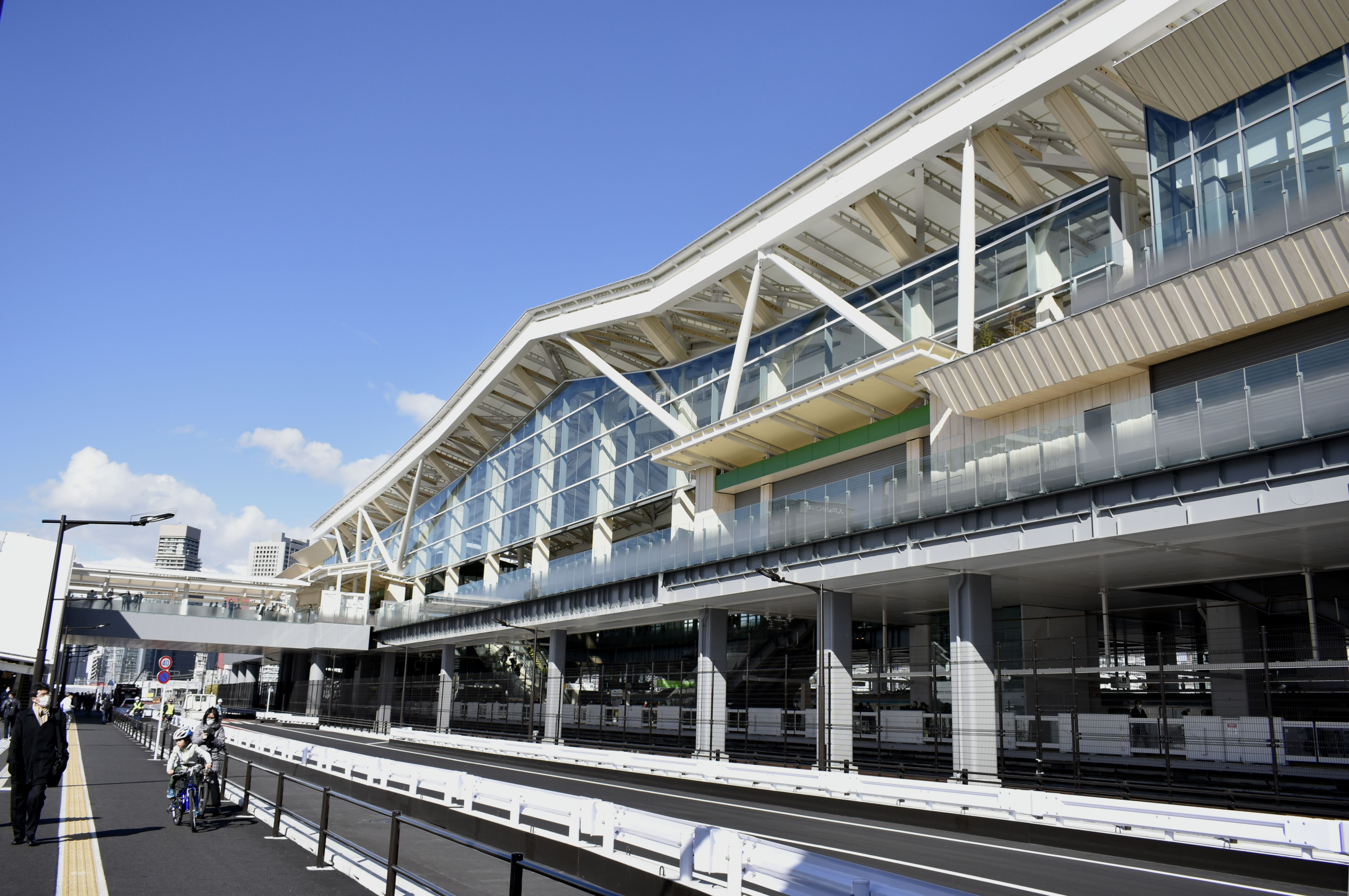
高輪ゲートウェイ駅